# 孟孝伯
孟孝伯（？—前542年），姬姓，魯国孟孙氏第7代宗主，名羯，世稱仲孙羯，谥號孝，是孟庄子的儿子。虽然他有兄长孺子秩，但孟庄子废长立幼立他为嗣，遂得继立。前549年，孟孝伯率军讨伐齐国。前545年，孟孝伯到晋国告知要因为与宋国会盟到楚国。
前544年，他代表鲁国与荀盈率领的晋国以及宋国、卫国、郑国、曹国、莒国、滕国、薛国、小邾国为杞國修城墙，討伐莒國，就因为晋平公的母亲是杞國人，同年冬，孟孝伯到晋国。前542年，叔孙豹从晋国回来对孟孝伯说：“赵武快死了。赵武不到五十岁说话像八九十岁的一样，得过且过。执掌晋国的将是韩起。”他让孟孝伯告诉季武子，加强与韩起的联系。不想到孟孝伯的态度也是得过且过。叔孙豹感叹，仲孙羯也快死了，他比赵武还要得过且过。九月己亥，孟孝伯卒。